# Erna
Kvinnonamnet Erna är en kortform av de forntyska namnen Ernesta och Ernestina. Namnet betyder allvar. Det har använts i Sverige sedan 1600-talet.[källa behövs]
Erna har aldrig varit lika vanligt som sin manliga motsvarighet Ernst, men det hade en viss uppgång på 1920- och 1930-talen. Under hela 1990-talet var det bara ett fåtal svenska flickor som fick namnet, men från år 2000 ökade frekvensen markant.[källa behövs]
Den 31 december 2014 fanns det totalt 2 804 kvinnor folkbokförda i Sverige med namnet Erna, varav 1 417 bar det som tilltalsnamn.
Namnsdag i Sverige: 2 mars (sedan 1986). I den finlandssvenska namnsdagslängden har Erna namnsdag 20 september sedan starten 1929, då en egen namnsdagskalender togs i bruk för finlandssvenskar.

## Personer med namnet Erna
- Erna Groth, svensk skådespelare

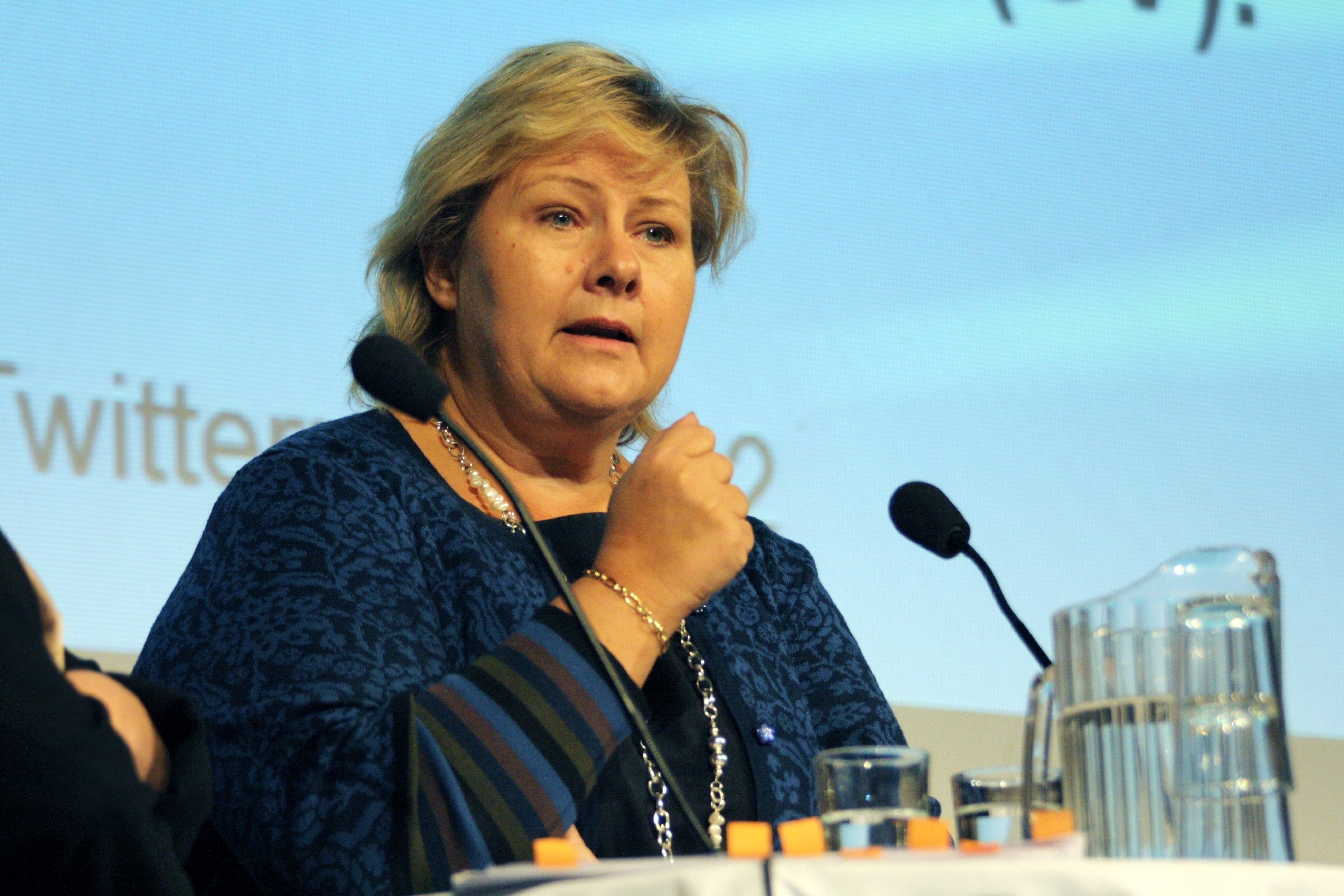
Erna Solberg, Norges statsminister

- Erna Gräsbeck, finsk operasångerska
- Erna Hamilton, dansk grevinna och konsul
- Erna Knutsson, hustru till Gösta Knutsson, förebild till figuren Maja Gräddnos i böckerna om Pelle Svanslös
- Erna Juel-Hansen, dansk pedagog, författare och politiker
- Erna Möller, svensk immunolog och forskare
- Erna Osland, norsk författare
- Erna Ovesen, skådespelerska och konstnär
- Erna Sack, tysk koloratur- och operasångerska
- Erna Schøyen, norsk skådespelare
- Erna Schneider Hoover, amerikansk matematiker
- Erna Björk Sigurðardóttir, isländsk fotbollsspelare
- Erna Siikavirta, finsk musiker
- Erna Solberg, norsk statsminister
- Erna Tauro, finlandssvensk pianist och kompositör
- Erna Zelmin-Ekenhem, svensk jurist, generaldirektör för Arbetsmiljöverket